# Kostel Narození Panny Marie (Toužim)
Kostel Narození Panny Marie je římskokatolický filiální kostel v historickém jádru města Toužimi v okrese Karlovy Vary. Od roku 1964 je chráněn jako kulturní památka.

## Historie
Kostel zasvěcený Narození Panny Marie byl vybudován jako nový farní kostel po založení města, někdy po roce 1488, patrně v souvislosti s nástupem nové katolické toužimské vrchnosti, pánů z Plavna. Dokončen kolem roku 1500. Později, kolem poloviny 16. století, přešel do správy protestantů, po nástupu nové katolické vrchnosti, Julia Jindřicha Sasko-Lauenburského, v roce 1623 přešel opět do správy římskokatolické církve. Zdejší římskokatolická farnost byla v roce 1786 povýšena na děkanství, kostel se stal farním děkanským kostelem.
Stavba kostela je v jádru pozdně gotická (kostelní věž a patrně i větší část zdiva lodi a presbytáře), upravovaná po požáru v roce 1620, 1652 a 1752. V roce 1699 přistavěna severní kaple (stavitel Johann Sockh), po roce 1752 jižní kaple (stavitel Václav Bitterman). V letech 1738–1742 proběhla barokní přestavba pod vedením zednického mistra Johanna Schmieda, kdy kostel získal dnešní vzhled (přistavěna patrová sakristie s panskou oratoří). Další úpravy kostela probíhaly v letech 1776–1778. Obnoven po požáru 1872, a ve třicátých letech 20. století. Do 18. století byl kostel obklopen hřbitovem, v kostelním dvoře kromě fary stála i farní škola, nyní dům čp. 9. Původní středověká fara čp. 64/65 u kostela byla v letech 1738-42 nahrazena novostavbou barokní fary v Dolním Předměstí, nyní bývalé děkanství čp. 19.
V Toužimi byly v minulosti celkem tři kostely. Nejstarší toužimský farní kostel, zvaný v 16. století též jako český kostel, původně založený snad již koncem 12. století velmožem Jiřím z Milevska nebo následně premonstráty z milevského kláštera při jejich toužimském proboštství (později hradu), se v písemných pramenech objevuje až k roku 1354, byl zasvěcen svatému Janu Křtiteli. Zanikl po požáru města v roce 1620 při následné přestavbě zámku. Nejmladší toužimský kostel, zasvěcený svatému Martinu, byl založen jako hřbitovní na Předměstí kolem roku 1600. Po roce 1632 sloužil také jako kostel špitální. Zanikl spolu s přilehlým hřbitovem v roce 1964.

## Popis
Kostel je jednolodní orientovaná stavba, s dvojicí bočních kaplí po stranách hlavní lodi, jižní patrovou sakristií s oratoří, a s postranní severní hranolovou věží.

### Exteriér
Stavba je relativně členitá, k obdélné lodi jsou při presbytáři přiloženy boční kaple, severní Krista Trpitele, jižní archanděla Michaela, k nim a k presbytáři přiléhají patrová sakristie z roku 1752 na jihu a kostelní věž na severu.
Hlavní průčelí kostela ukončené obdélným štítem je členěno dvojicemi vysokých pilastrů, v ose prolomeno kasulovým oknem v jednoduché šambráně (po roce 1930 zaslepeným) a hlavním vstupem s masivními dveřmi v kamenném obdélném portálu s klenákem a supraportou. Po stranách prolomena menší novodobá obdélná okénka schodišť. Štít s bočními křídly ukončen trojúhelníkovým nástavcem nad profilovanou římsou. Na křídlech a na římse štítu po stranách nástavce kulovité čučky na soklech. Boční stěny jsou při hlavním průčelí členěny dvojicemi pilastrů, jinak jsou hladké, prolomeny bočními vstupy v kamenných portálech, kasulovými okny v jednoduchých šambránách, sokl je opatřen obkladem ze žulových bloků, korunní římsa bohatě profilovaná. Střecha lodi polovalbová, novodobé vikýře.
Presbytář obdélný, s trojbokým závěrem, stěny hladké, prolomené menšímu kasulovými okny v jednoduchých šambránách, sokl opět obložen žulovými bloky, korunní římsa profilovaná. Střecha polovalbová, novodobé vikýře.
Kostelní věž na čtvercovém půdorysu je hladká, jen korunní římsa profilovaná, zakončená barokní cibulovou bání s lucernou a cibulkou s hrotnicí. Stěny prolamují vstup do věže, střílnovitá okénka (jedno obdélné zazděno) v kamenných ostěních s okosením, spodní štěrbinové s chybně osazeným překladem (okosení otočeno do interiéru), spodní zvonová okna polokruhově zakončená, horní ležatá oválná. Původní vstup do patra věže s kamenným hrotitým portálkem zazděn při přístavbě boční kaple (současně vybudován nynější nový vstup s vřetenovým schodištěm).
Patrová, obdélná sakristie vybudovaná po požáru v roce 1752, fasáda je jednoduše členěna soklem, pásovou římsou a profilovanou korunní římsou, obdélnými okny v šambránách (spodní opatřena kovanými svazkovými mřížemi), vstupy do sakristie a na panskou oratoř v kamenných portálcích, nároží s oblým ústupkem. Střecha valbová.
Severní boční severní kaple čtvercového půdorysu s okosenými nárožími je jednoduše členěna soklem, lizénami a profilovanou korunní římsou, prolomena obdélným vstupem v kamenném ostění s klenákem a polokruhovými okny v pasové šambráně, v okosených nárožích polokruhově zakončené niky. Zastřešená kopulí s válcovými lucernami s obdélnými okénky, zakončenými helmicemi s hrotnicí.
Jižní boční kaple rovněž čtvercového půdorysu, obdobně členěná jako severní kaple.
Po stranách hlavního průčelí přiléhají k lodi architektonicky členěné boční branky do kostelního dvora se štíty. K jižní přiléhá původní barokní márnice, později přeměněná na kapli Olivetské hory, nyní prázdná. Za kostelem, k farní ulici se nacházejí fragmenty kamenné městské hradební zdi.

### Interiéry
Loď kostela je zaklenutá třemi poli, presbytář dvěma poli obdélné placky na pasech, které sbíhají na sdružené pilastry se štukovými hlavicemi, boční kaple jsou sklenuty kopulemi se světlíky. Závěr presbytáře je oválný. Okenní otvory lemují jednoduché šambrány s kapkami. Kůr s konvexně prohnutou předprsní je podpírán dvojicí toskánských sloupů, přístupný je postranními vřetenovými schodišti v koutech lodi.
Do lodi jsou prolomeny zaklenuté otvory do bočních kaplí, vstupy do podvěží a sakristie opatřeny kamennými obdélnými portálky, panská oratoř v patře sakristie otevřena do presbytáře velkým zaklenutým oknem. Sakristie zaklenuta valenou klenbou s výsečemi, oratoř plochostropá. Přízemí věže je zaklenuto masivní křížovou klenbou do níž je vloženo barokní vřetenové schodiště do patra věže. Tři plochostropá patra, z prostředního patra vstup do podkroví, v horní části je věž osmiboká, v koutech trompy. V horním, zvonovém patře patrová zvonová stolice pro čtyři zvony.

#### Oltáře
Hlavní oltář s hladkou zděnou menzou má novodobý, pseudobarokní, dřevěný řezaný svatostánek s nástavcem, dílo řezbářského mistra z Fulneku z roku 1931. Boční oltáře sv. Jana Nepomuckého a sv. Františka Serafínského jsou iluzivní
V jižní kapli výklenkový portálový oltář sv. Michaela Archanděla, barokní, dřevěný řezaný, ze druhé poloviny 18. století, se sochami sv. Michaela Archanděla, postranními sochami sv. Josefa a sv. Heleny, s obrazem Panny Marie Růžencové v baldachýnovém nástavci V severní kapli panelový oltář Krista Trpitele, dřevěný řezaný, s Božím hrobem.

#### Obrazy
Většinou novodobé, část ukradena nebo v depozitáři.

#### Sochy
Většinou novodobé, část ukradena nebo v depozitáři.

#### Náhrobníky
Nejsou dochovány.

#### Fresky
V kostele se nachází několik nástěnných maleb od malíře J. Kramolína. Cenné jsou iluzivní oltáře z roku 1779, hlavní a dva boční. Hlavní oltář na závěrové stěně presbytáře má sloupovou portálovou architekturu. Boční oltáře po stranách triumfálního oblouku jsou portálového typu. Další malba zobrazuje patronátní erb Alžběty Augusty, markraběnky z Baden-Baden, s chronogramem v nápisové stuze 1778.

#### Varhany
Novodobé, pneumatické, z poloviny 19. století.

#### Zvony
Ve věži kostela nyní zavěšeny dva zvony. Původně zde byly čtyři zvony. Po požáru v roce 1872 ulity nové zvony v roce 1874 Johannem Grasmayrem ve Wiltenu u Innsbrücku. Za první světové války v roce 1916 dva největší sejmuty a zrekvírovány pro válečné účely. Nové ulity zvonařskou dílnou Pernerů z Českých Budějovic, za druhé světové války opět zrekvírovány.

#### Další mobiliář
Rokoková křtitelnice, dřevěná polychromovaná, zdobená rokaji a hřebínky, se soškami Boha Otce a Krista, a na víku se skupinou Kristova křtu, z roku 1778. Kazatelna, pseudobarokní, z roku 1928.

## Současnost
V roce 2016 byl kostel převeden do vlastnictví města Toužimi s věcným břemenem bezúplatného využívání k pastoračním účelům církve. Římskokatolická farnost Toužim k 31.12.2018 zanikla a byla začleněna do Římskokatolické farnosti Bochov, kostel tím ztratil svůj historický statut farního děkanského kostela a stal se pouze filiálním kostelem. Již za vlastnictví církve byla zahájena postupná obnova ve které nyní pokračuje město Toužim. Kromě pravidelných bohoslužeb kostel využívá město Toužim k občasným kulturním akcím (koncerty duchovní hudby, prohlídky v rámci Dnů evropského dědictví, Noci kostelů).